# Fred Ramdat Misier
Lachmipersad Frederico (Fred) Ramdat Misier (Paramaribo, 26 de outubro de 1926 – Paramaribo, 25 de julho de 2004) foi um político surinamês. Foi presidente interino do Suriname entre 1982 e 1988.